# Багадаїс білочубий
Багадаїс білочубий (Prionops plumatus) — вид горобцеподібних птахів родини вангових (Vangidae).

## Поширення
Вид досить поширений в Африці південніше Сахари. Природними середовищами проживання є субтропічні або тропічні сухі ліси, суха савана, волога савана та субтропічні або тропічні сухі чагарники.

## Опис
Багадаїс білочубий забарвлений в білий колір на животі, грудях і голові, а спина і крила — у чорний колір. Ноги червонуваті, а дзьоб чорний. Особливо помітне жовте або помаранчеве кільце навколо очей і білий або світло-сірий чубчик на голові. Статі мають однакове оперення.

## Спосіб життя
Птахи живуть групами по десять і більше особин. Полює на комах, інших безхребетних та їхніх личинок. У період розмноження ці птахи утворюють менші гніздові колонії. Гніздо, побудоване з трави та інших рослинних волокон і павутини, розміщується в розвилках високих дерев. Кладка містить від 2 до 6 біло-рожевих або світло-блакитних яєць з коричневими плямами. Обидва батьки насиджують яйця та доглядають за пташенятами. Інкубація триває 14 днів.